# Agricultura ecològica
L'agricultura ecològica o agricultura biològica és un mètode agrícola que té com a finalitat, en contrast amb l'agricultura convencional, ser ambientalment sostenible, a més de respectar la salut i el benestar dels consumidors. En general, refusa l'ús de recursos químics artificials durant el conreu o la cria, així com l'ús de conservants, colorants o altres additius durant la transformació d'aliments.

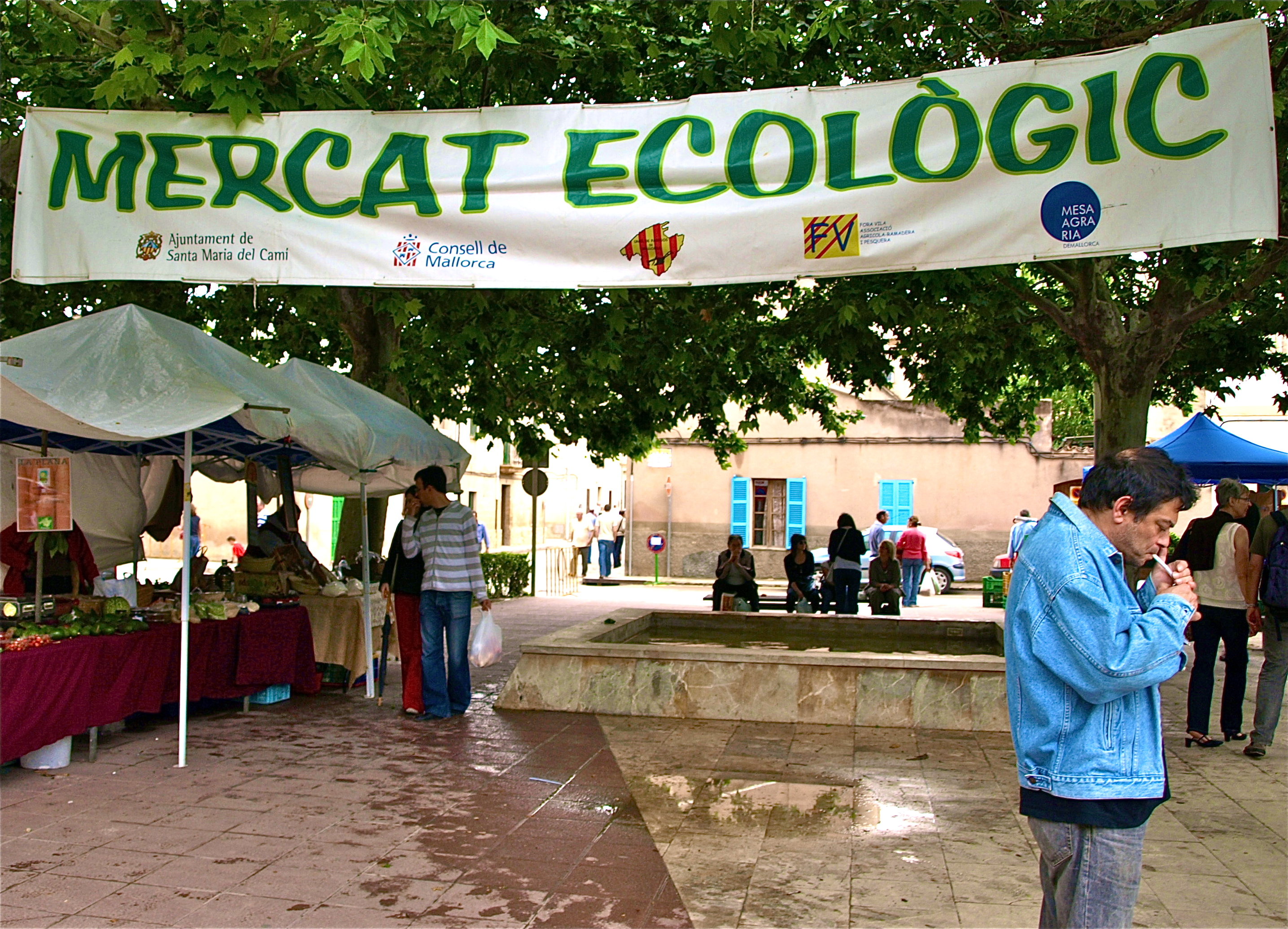
Mercat ecològic a Santa Maria del Camí (Mallorca)

A la Unió Europea l'agricultura ecològica és regulada pel reglament 834/2007 que especifica les tècniques i les productes que poden utilitzar-se. El mateix concepte és conegut amb noms diferents en diversos països. La terminologia de vegades pot portar a confusió: orgànic és l'adjectiu que fan servir en anglès, biològic en francès, alemany, portuguès i neerlandès, ecològic en català, romanès i castellà. Els productes reben la denominació de «ecològic» o «biològic», abreujat «eco» o «bio».

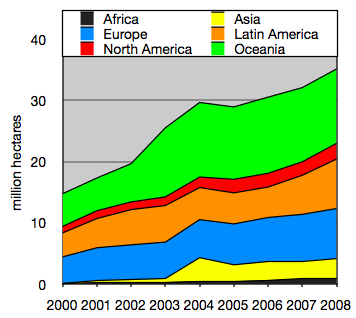
Creixement del terra arable ecològic per continent (2000-2008)

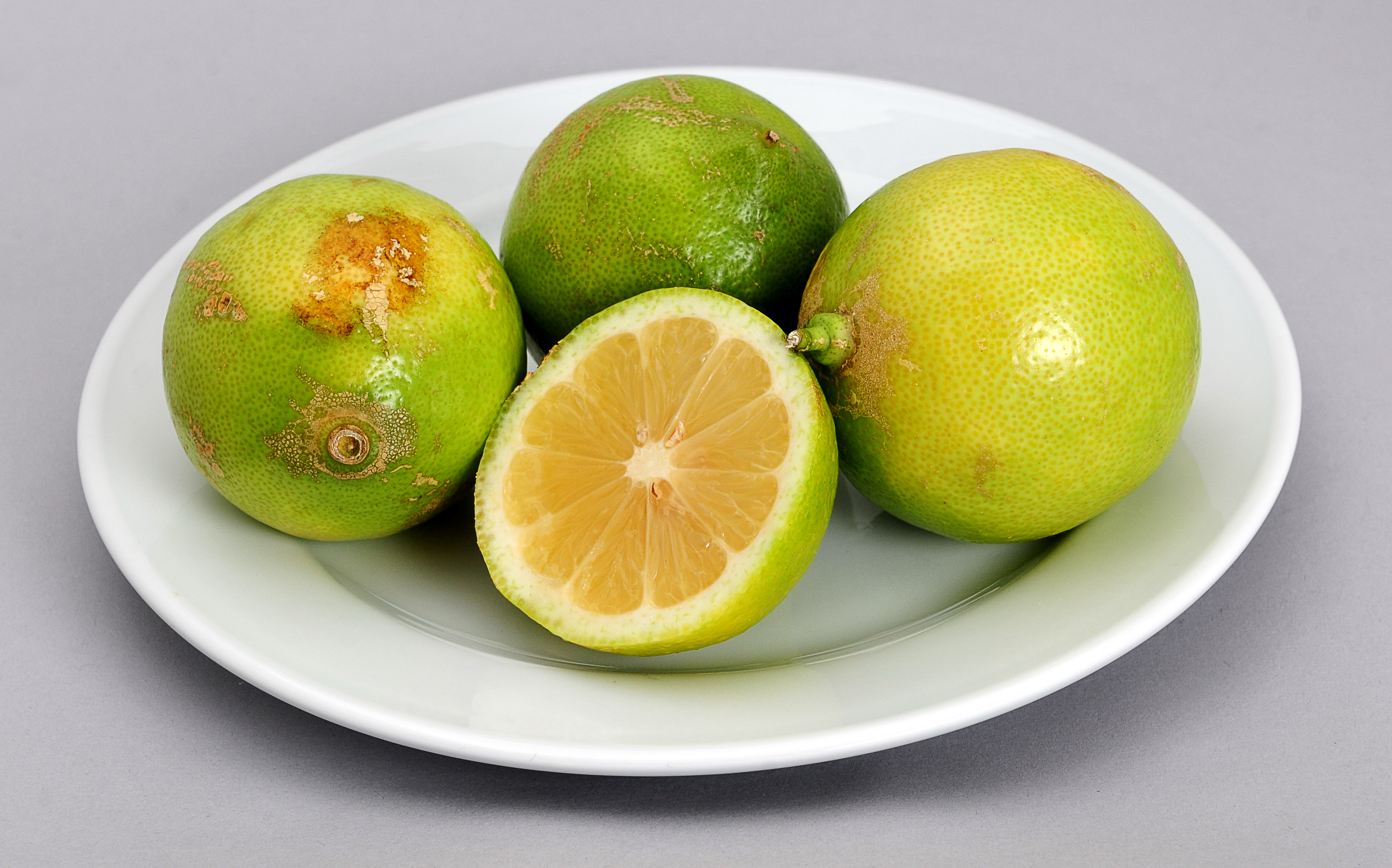
Aliments orgànics sovint tenen errors òptics

Logotip europeu de l'agricultura ecològica

En general, les tècniques de cultiu utilitzades per l'agricultura ecològica són de caràcter menys agressiu per a l'home i el medi ambient que les tècniques convencionals utilitzades després de la Revolució Verda, de caràcter hiperracionalista amb visió a curt termini, amb ús intensiu de productes químics altament tòxics i amb ignorància dels danys col·laterals en l'ecosistema. El moviment va començar prudentment a Occident des de principis del segle XX quan els primers efectes negatius de l'ús a gran escala de fertilitzants artificials i del monoconreu massiu van fer-se visibles. Després de «l'era dels plaguicides» (1940-1960) el moviment va accelerar en observar, entre d'altres els efectes mediambientals desastrosos de l'insecticida DDT que ho matava tot sense selectivitat i que els insectes nocius, el seu primer blanc van desenvolupar resistència. A més, el verí (ara prohibit a Occident), reconegut com a contaminant orgànic persistent, en acumular-se en els mamífers al cim de la cadena alimentària, té efectes nocius per a la salut humana i amenaçava de fer desaparèixer certes espècies d'ocells com el pigarg americà i el falcó pelegrí. El llibre de Rachel Louise Carson (1907-1964) Silent spring (Primavera silenciosa - 1962) va ser un avanç considerable en crear una consciència ecològica en l'opinió pública. El llibre va conduir a la prohibició del DDT el 1972 als Estats Units, malgrat l'oposició virulent del molt fort lobby de la indústria química.
Per a primeres matèries toves com entre d'altres cafè, cotó, plàtans, oli de palma conreats a Orient, Àfrica i Sud-amèrica en països amb menys de protecció social, a la sol·licitud ecològica, s'hi va afegir la sensibilitat per a les condicions de treball, formació i sou dels productors i es va descobrir la complimentaritat amb els principis del comerç just. A Occident també s'adona que una agricultura sostenible no és possible si els productors no reben una retribució honesta, que a més de la producció agroalimentària, pren en compte les tasques de manteniment del bé comú. Els grans grups de distribució exerceixen tal pressió sobre els preus, que no li queden als agricultors mitjans per evitar monoconreu, per deixar terres verdes per biòtops i passadissos biològiques, per prevenir l'eutrofització dels rius etc. La Política Agrícola Comuna (2014-2020) de la Unió Europea vol entre d'altres fomentar la sostenibilitat ecològica, també en les explotacions convencionals i transformar els productors en gestors del paisatge rural i el seu ecosistema i guanyar una renda viable. Entre l'agricultura ecològica stricto sensu i «l'agricultura química» dels anys 1950 es desenvolupen tècniques intermediàries, com ara la producció integrada. L'agricultura biodinàmica també és un tipus d'agricultura ecològica.

## Principis
- Renúncia de productes químics de síntesi com a fungicides, adobs, herbicides…
- Renúncia de conservants, colorants o altres additius artificials en la transformació dels aliments.
- Renúncia d'organismes genèticament modificats
- Ús de fertilitzants d'origen orgànic per exemple fems, compost, adobs verds…
- La rotació de conreus per afavorir la regeneració de la terra.
- Ús del guaret per evitar l'esgotament de la terra.
- Control biològic de plagues: fauna auxiliar, rotenona, piretrines…
- Deixar zones no conreades per crear biòtops i refugis per a la fauna auxiliar
- En la ramaderia es prohibeix l'ús preventiu d'antibiòtics i altres medicaments per accelerar el creixement
- Respecte de normes minimals de superfície per cap de bestiar i la possibilitat de farratjar a cel obert

## Estadístiques
L'any 2017 al món hi havia 69,5 milions d'hectàrees sota conreu ecològic el que representava el 1,4% de les terres cultivades. El nombre d'operadors ecològics era de 2,9 milions. Els països amb més superfície ecològica eren Austràlia (35,65 milions), Argentina (3,39), Xina (3,02) i Espanya (2,08). Els països amb un percentatge més alt de superfície agrícola de dedicada a la producció agrària ecològica eren Liechtenstein (37,9%), Samoa (37,6%) i Àustria (24,0%).
La demanda mundial de productes ecològics creix entre un 10% i un 15% a l'any. A Europa, la superfície de conreu ecològic ha augmentat dels 5,7 milions de hectàrees el 2002 fins a 14,6 milions el 2017, això és 2,9% del total.

## L'agricultura ecològica als Països Catalans
El 2018, Catalunya comptava amb més de 3.859 operadors ecològics i 210.818 hectàrees de superfície certificada com a ecològica, això és el 16,8% de la superfície agrària útil. Destaca particularment el sector de la vinya on més del 26% de la superfície es conrea de segons la normativa de producció ecològica. N'és exemplar l'aspiració de la Denominació d'Origen Alella d'esdevenir la primera denominació d'origen (DO) 100% ecològica. Les Illes Balears comptaven amb 711 operadors ecològics que conreen 29.391 hectàrees, això és 29,85% de la terra arable. Al País Valencià, a l'inici del 2016 hi havia 1808 productors ecològics, 406 empreses i un total de 73.656 hectàrees, 6% de la terra arable. El govern va presentar a principis de l'any 2016 un pla per duplicar l'agricultura ecològica i arribar el 2020 als 20% de la terra. A Andorra el 2014 només hi havia 4 hectàrees o 0,02% de les terres agrícoles. La manca d'una normativa reconeguda per Europa és una de les explicacions d'aquesta xifra baixa, cosa que el govern andorrà vol paliar el 2016.